# Eugène Jansson

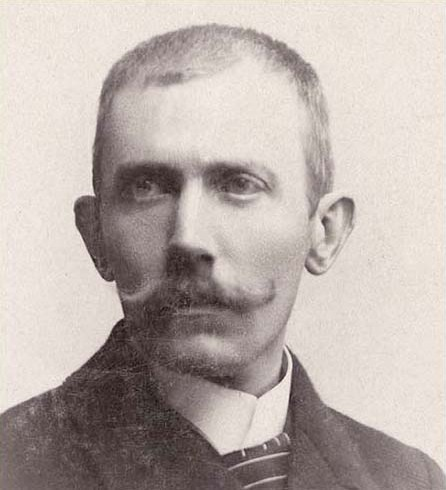
Eugène Jansson

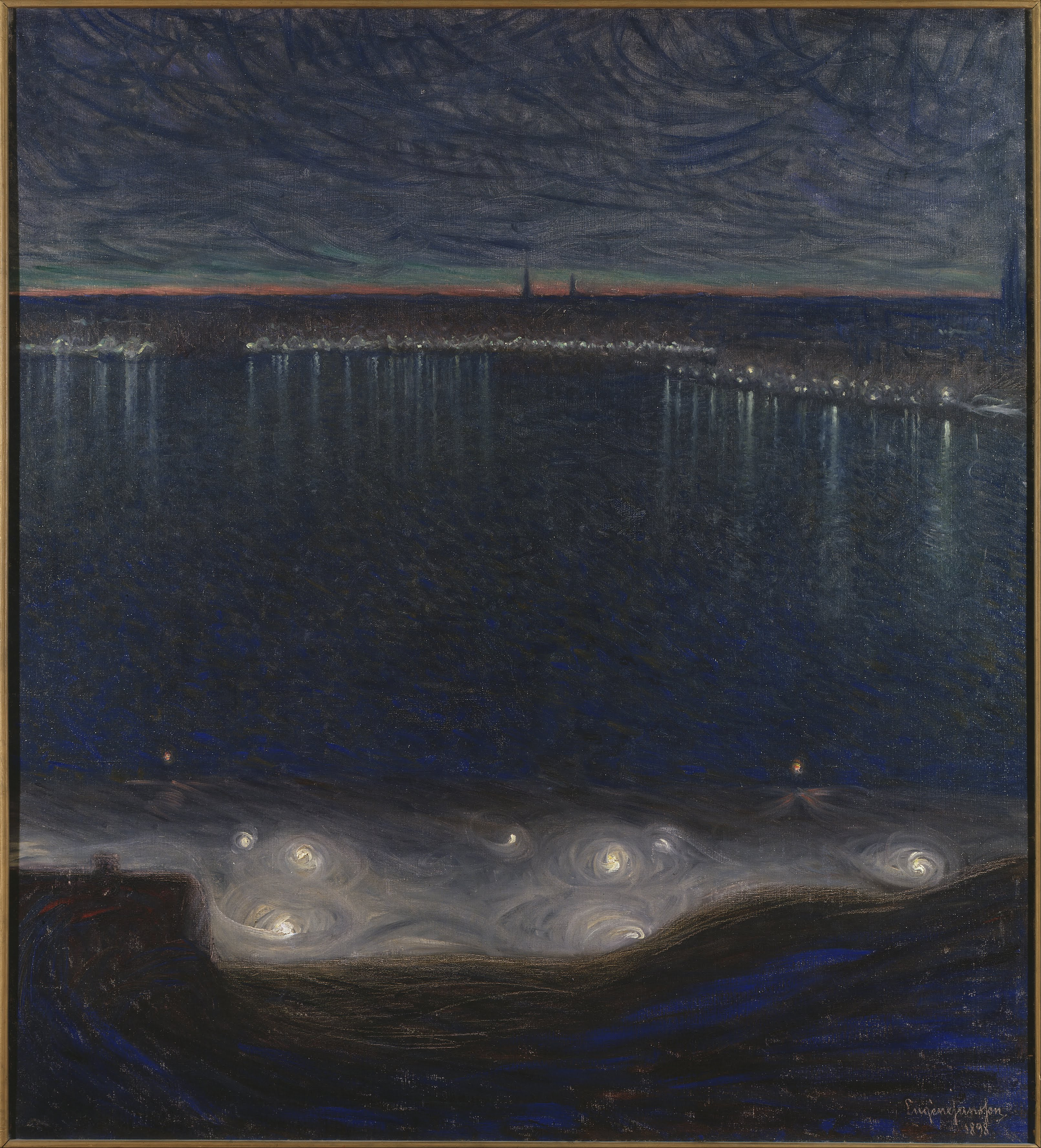
Riddarfjärden a Estocolm, 1898, Nationalmuseum

Eugène Fredrik Jansson (Estocolm, 18 de març de 1862 – Skara, 15 de juny de 1915) va ser un pintor suec conegut pels seus paisatges nocturns rurals i urbans, dominats per ombres en blau. Cap al final de la seva vida, al voltant de 1904, va pintar principalment nus masculins. El començament d'aquestes fases la va suposar que fos identificat de vegades com a blåmålaren, "el pintor blau".

## Biografia
Els seus pares van pertànyer a un estrat social a cavall entre els treballadors i la classe mitjana més baixa, però van estar interessats en l'art i la música i dedicats als seus dos fills, Eugène i el seu germà més jove, Adrian.
Eugène va anar a l'escola alemanya d'Estocolm i va rebre lliçons de piano. Un atac d'escarlatina a l'edat de catorze anys li va causar problemes de salut que va patir la resta de la seva vida, amb problemes de visió i audició i problemes renals crònics.

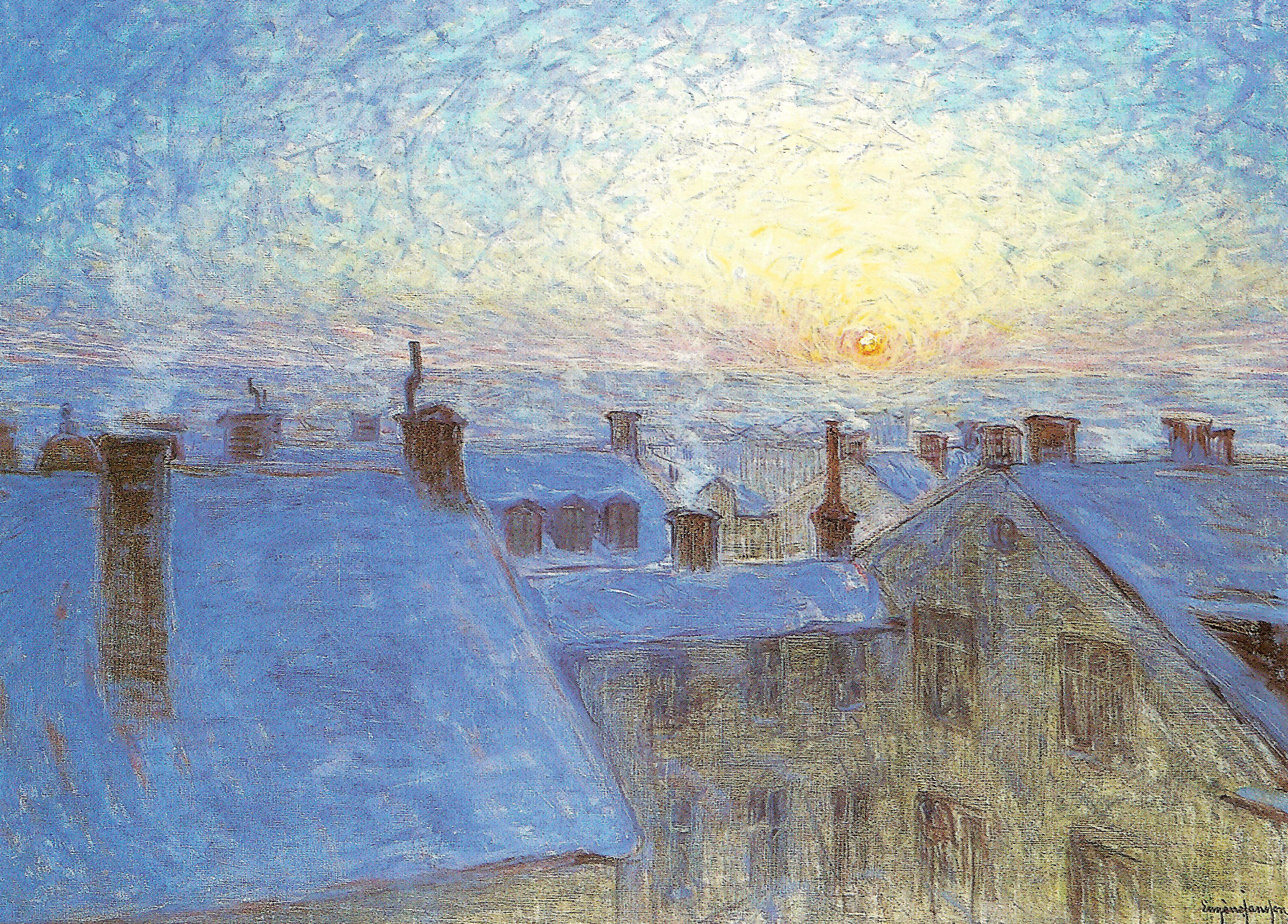
Sortida de sol sobre les taulades, 1903. Nationalmuseum, Estocolm

Es va matricular a la Tekniska skolan (ara Konstfack) i va estudiar amb Edvard Perséus, un pintor que va dirigir una escola d'art privada a Estocolm. Va ser acceptat a l'escola Antiga de la Reial Acadèmia Sueca de les Arts el 1881, però no va tenir mitjans per ampliar la seva formació a París com la majoria del seu contemporanis. Va restar a Estocolm, d'on va obtenir la majoria dels motius de la seva obra, fins al seu primer viatge a terres nòrdiques cap al 1900, quan ja s'havia establert com a pintor reconegut i la seva situació econòmica començava a millorar.
En la seva joventut, va assistir Perséus en la seva producció de retrats i va pintar alguna natura morta, però finalment va trobar els seus motius favorits en la ciutat que l'envoltava.
Va viure la seva vida sencera al costat de la seva mare i del seu germà a Södermalm, la zona sud d'Estocolm, i finalment en una casa a Bastugatan 40, a una alçada amb vistes sobre el Riddarfjärden, Gamla Stan i l'Estocolm central sencer. La majoria de les seves pintures del 1890 fins al 1904 són vistes nocturnes sobre el Riddarfjärden, com les veia des de casa seva, o vistes de carrers de Södermalm. Estan dominades per ombres de pinzellades i visibles tocs de pintura blava, sovint encreuant un altre color. Amb els anys les seves pintures van derivar cap a l'abstracció i una simplificació creixent, i al final del seu "període" blau, unes poques llums del carrer i el seu reflex en les aigües es poden albirar en la massa de blava de la tela.

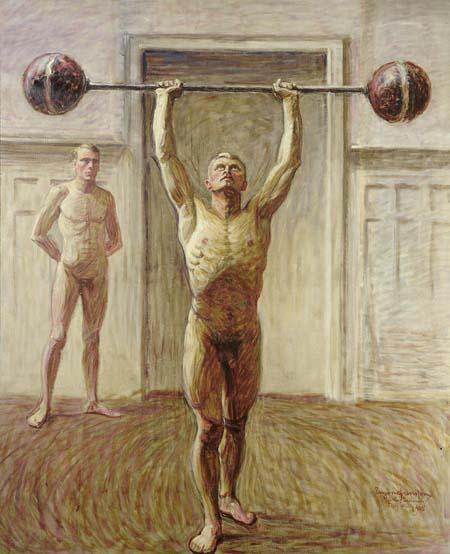
Aixecant peses amb dos braços, II, 1913-14 (col·lecció privada)

Després 1904, quan ja hi havia aconseguit èxit amb les seves vistes d'Estocolm, li va confessar a un amic que se sentia absolutament esgotat i que no desitjava continuar amb el que havia fet fins llavors. Va deixar de participar en exposicions durant uns anys i va provar amb pintar la figura humana. Per combatre els problemes de salut que patia des de la infantesa, va esdevenir un nedador diligent i banyista d'hivern, sovint visitant l'espai de banys de l'armada, on va trobar temes nous per les seves pintures. Va pintar grups de mariners prenent el sol, i homes joves, musculats i nus, aixecant peses o fent altres exercicis físics. Els historiadors de l'art i els crítics han evitat molt de temps analitzar possibles tendències homoeròtiques en aquesta fase més tardana del seu art, però estudis posteriors de Hans Henrik Brummer estableixen que Jansson molt probablement era homosexual i podria haver tingut una relació, com a mínim, amb un dels seus models. El seu germà, Adrian Jansson, qui era homosexual i que va sobreviure Eugène per molts anys, va cremar totes les seves cartes i molts altres papers, possiblement per evitar escàndol, degut al caràcter il·legal de l'homosexualitat a Suècia fins al 1944.